# Gonionchus longicaudatus
Gonionchus longicaudatus is een rondwormensoort uit de familie van de Xyalidae. De wetenschappelijke naam van de soort is voor het eerst geldig gepubliceerd in 1972 door Ward.